# 크라잉넛
크라잉넛(영어: Crying Nut)은 대한민국의 펑크 록 밴드로 펑크라는 장르를 우리나라 대중에게 널리 알린 최초의 밴드로 평가받고 있다. 대표곡은 '말달리자' 등이다. 대한민국 최초의 인디 앨범으로 꼽히는 아워 네이션 1집의 A면 아티스트이기도 하다. 또한 밴드 결성 후 1999년 키보드 연주자 1명을 공식 영입한 것을 제외하고는 단 한명의 멤버 교체도 없이 활동을 이어오는 이상적인 팀웍을 보여주고 있다. 1995년 7월부터 클럽 드럭(drug)에서 공연하였다.
크라잉 넛이 대중들에게 크게 알려진 계기가 된 곡은 드러머 이상혁이 작곡한 〈말달리자〉이다. 1998년 발매된 1집 앨범 '말달리자'는 수록곡 '갈매기', '말달리자', '펑크걸', '안웃겨' 등의 곡들이 사랑을 받으며 인디음반 사상 전무후무한 10만장의 판매고를 기록했으며 이 기록은 아직까지도 깨지지 않고 있다.
이후 '서커스 매직 유랑단', '밤이 깊었네'등의 곡들을 포함, 발매하는 앨범마다 히트곡을 냈고 '인디'라는 칭호가 무색할 정도로 메인스트림에서도 큰 사랑을 받으며 영화 '이소룡을 찻아랏!'에 주연으로 출연하기도 한다. 2002 FIFA 월드컵 붉은악마 공식 응원앨범 “꿈★은 이루어진다”에서 ‘오 필승코리아’를 연주, 시청앞 광장에서 공연하였다. 2002년 12월 4집 앨범 고물라디오가 발매된 직후 멤버 4명이 군에 입대하여 군악대로서 복무하던 중 크라잉 넛의 라이브 앨범 Crying Nut Best Wild Wild Live가 2003년에 발매된다. 또한 군복무 중에도 불구하고 '퀵서비스맨'등 4집의 수록곡들이 히트하며 그들의 음악은 여전히 수많은 사람들이 즐겨 듣는 노래가 된다.
다만 〈지독한 노래〉는 연소자 청취 금지 곡으로 지정되었는데 가사에 대놓고 욕설이 들어가 있기 때문이다.
2005년 군복무를 마친 후 컴백 전국 투어를 했으며 2006년 발매된 5집 OK 목장의 젖소 에서도 '명동콜링', '룩셈부르크'를 포함한 다수의 히트곡을 냈다. 수록곡이 무려 16곡이나 되는 이 앨범에서 이들은 펑크라는 밑그림 안에 다양한 장르의 음악들을 색칠해 넣으며 한층 무르익은 음악적 역량을 보여주었다. 또한 이들은 드라마, 영화 OST, 각종 싱글앨범 등을 발표하며 활발한 활동을 이어갔다. 2009년 6집 앨범 불편한 파티, 2013년 7집 앨범 FLAMING NUTS를 발표, 시대에 맞게 변화를 시도하면서도 크라잉 넛 특유의 본질을 잃지 않는 음악을 들려주는 이들은 여전히 팬들의 많은 사랑을 받고 있다.
뿐만아니라 '크라잉넛쑈'라는 공연을 매년 수시로 열어 신인 밴드들의 성장을 돕는가 하면 멤버 김인수가 2인조 밴드 데드 버튼즈의 프로듀싱을 맡는 등 그들의 음악적 역량을 펼쳐나갈 영역을 꾸준히 확대해 가고 있다.

한편 2016년 11월 12일 박근혜 대통령의 퇴진을 요구하는 촛불집회 당시 주최측 추산 최초로 100만의 참가자들이 모인 역사적인 현장에서 룩셈부르크, 좋지 아니한가, 말달리자, 밤이 깊었네를 연주, 공연하였다.

## 구성원
- 박윤식 (보컬, 1976년 12월 20일생)
- 이상면 (5분 쌍둥이 형 - 기타, 1976년 3월 6일생)
- 이상혁 (5분 쌍둥이 동생 - 드럼, 1976년 3월 6일생)
- 한경록 (베이스, 1977년 2월 11일생)
- 김인수 (아코디언, 키보드, 1974년 11월 17일생)

※이상면과 이상혁은 쌍둥이 형제이다.

※이상혁과 김인수는 데디오 레디오 에도 속해 있다.

※김인수는 L.O.D에도 속해있다.

## 이력

### 1993-1997[6]
- 1993년 동네(서울 동부이촌동) 친구들 7명이서 크라잉넛 결성.
- 1994년 수능을 마친 박윤식,이상면,이상혁,한경록은 '록월드'를 찾아가다 길을 잃고 '드럭'을 발견, 이곳에서 이석문 사장과 첫만남을 가진다.
- 1995년 4월 '드럭'에서 열렸던 공연 중에 크라잉 넛이 무대로 난입하여 한바탕 소란이 벌어진다.
- 1995년 7월 클럽 '드럭' 오디션에 합격하고 8월부터 박윤식, 이상면, 이상혁, 한경록 4명이서 공연활동을 시작한다.
- 1996년 인디 레이블 '드럭'의 첫번째 앨범이며 대한민국 최초의 인디앨범 중 하나로 불리는 아워 네이션 1집의 A면 아티스트로 참여, 7곡을 발표한다.
- 1997년 무렵부터 김인수가 함께 무대에 올라 공연을 하기 시작한다. Smells Like Nirvana라는 너바나 헌정앨범(Tribute Album)에 참여한다.

### 1998-2002
- 1998년 크라잉 넛의 첫번째 정규1집 앨범 '말달리자'가 발매된다.
 이 앨범으로 메인 스트림에 이름을 알리며 '인디'라는 새로운 문화현상의 아이콘으로 불리기 시작한다.
- 1999년 2집 정규앨범 '서커스 매직 유랑단'을 발표하며 아코디언과 키보드 연주자 김인수를 정규멤버로 영입한다.
- 2001년 3집 정규앨범 '하수연가'를 발표한다.
- 2002년 붉은악마 공식응원앨범 "꿈★은 이루어진다"에 참여하여 '오 필승코리아'를 레코딩, 2002 FIFA 월드컵 당시 시청앞 광장에서 공연한다.[3]
- 2002년 12월 4집 정규앨범 '고물라디오'를 발표한다. 김인수를 제외한 모든 멤버가 군입대하여 군악대에 배치받는다.[7]

### 2003-2008
- 2003년 군복무 중 라이브 앨범 Crying Nut Best Wild Wild Live가 발매된다.
- 2005년 2월 군제대와 함께 전국 투어를 가진다.
- 2005년 수도방위사령부 군악대 복장으로 임시정부수립 86주년 기념행사 초대를 받아 무대에 올라 펑크 록 형식으로 편곡된 압록강 행진곡과 독립군가 2곡을 공연한다. 이 때 독립군가는 녹음이 되면서 크게 인기를 얻는 등 히트를 쳤으나, 압록강 행진곡은 묻혀버렸다.
- 2005년 4월 국가보훈처 '광복60년 독립군가 다시부르기' 앨범에서 독립군가를 연주 및 녹음한다.
- 2006년 7월 5집 정규앨범 'OK목장의 젖소'를 발표한다.

### 2009-현재
- 2009년 8월 6번째 정규 음반 《불편한 파티》를 발매했다.
 이 무렵 크라잉 넛은 자신들의 연습실 안에 '토바다(TOBADA)'라는 스튜디오를 갖게 된다.
- 2010년 4월 멜론 악스홀에서 크라잉넛 15주년 단독콘서트 - ‘15주년 표류기’를 공연한다.
- 2013년 6월 7번째 정규 음반 《FLAMING NUTS》(플레이밍 너츠)를 발매한다.
- 2015년 6월 20일과 21일 이틀에 걸쳐 20주년 기념 단독 콘서트를 가졌으며, 7월 16일 싱글 '안녕'을 발표하였다.
- 2015년 8월 15일 광복 70주년 기념 중앙 경축식에서 축하공연을 하였다.[8]
- 2016년 11월 12일 박근혜 대통령의 퇴진을 요구하는 촛불집회 당시 주최측 추산 최초로 100만의 참가자들이 모인 역사적인 현장에서 룩셈부르크, 좋지아니한가, 말달리자, 밤이깊었네를 연주, 공연하였다.[5][9]

## 법적 분쟁[10]
크라잉 넛은 2013년 2월, 씨엔블루의 저작권 침해를 문제삼아 법원에 소송을 냈다. 2010년 6월 씨엔블루는 케이블TV 음악프로그램(엠넷)에서 크라잉넛이 2002년 발표한 월드컵 응원가 '필살 오프사이드'를 당초에 허가받은 반주(MR)가 아니라 엠넷 측에서 제공한 크라잉넛의 노래까지 녹음된 AR(Audio Record)을 틀고 자신들의 목소리를 더했다. 이 공연은 크라잉 넛의 동의없이 씨엔블루의 일본 발매 DVD에까지 수록되었다. 이에 크라잉넛은 "저작권 등을 침해 당했다"며 씨엔블루를 상대로 서울중앙지법에 손해배상 청구소송을 냈다.
이에 씨엔블루는, 재판이 진행되고 있는 상황에서 크라잉넛이 언론 인터뷰 및 홈페이지 게시글을 통해 "(씨엔블루가) 본인들의 라이브 사운드인양 시청자와 일본 DVD 구매자들을 호도하고 지적재산권을 강탈한 행위에 대한 죗값을 져야 한다"는 등의 주장으로 허위사실을 유포해 명예를 훼손했다며 가처분 신청을 냈다.
하지만 재판부는 씨엔블루 측의 신청을 모두 기각했다. 재판부는 "크라잉넛 측의 언론보도 내용은 씨엔블루 측 주장도 담고 있으며 소송 제기 이유와 경위, 심경 등을 밝힌 것"이라며 "씨엔블루 측의 명예나 인격권이 현저하게 침해될 우려가 있다고 보기 어렵다"고 판단했다.
2016년 2월 3일, 서울중앙지법 민사43단독(양환승 판사)에서 씨엔블루의 저작권 침해 사실을 인정하고 "크라잉넛에게 1500만원을 지급하라"며 원고 일부승소 판결함으로써 크라잉 넛은 소송을 제기한지 만 3년만에 마침내 승소 판결을 받았다.

## 수상 경력[17]
- 2013 한국 인디음악 Top 100 - 2위 ‘말달리자’선정
- 2013 M.net 선정 대한민국 레전드 100 아티스트에 선정
- 2001 M.net MUSIC AWARDS 올해의 인디부문 수상
- 2001 M.net 상반기 최고 인기 뮤직 비디오 선정 ‘밤이 깊었네’
- 2000 아시아 MTV 선정 한국의 최고뮤지션 수상
- 2000 M.net 인디부분 뮤직비디오상 수상 ‘밤이 깊었네’
- 1999 Kmtv 인디부분 최고인기상 수상
- 1999 M.net 인디부분 뮤직비디오상 수상 ‘서커스 매직 유랑단’
- 1998 M.net 인디부분 뮤직비디오상 수상 ‘말달리자’

## 음반 목록[18][19]

### 정규 음반
1. 《말달리자》 (1998년 6월 1일)
2. 《서커스 매직 유랑단》 (1999년 11월 5일)
3. 《하수연가》 (2001년 6월 1일)
4. 《고물라디오》 (2002년 12월 5일)
5. 《OK 목장의 젖소》 (2006년 7월 14일)
6. 《불편한 파티》 (2009년 8월 12일)
7. 《FLAMING NUTS》 (2013년 6월 7일)
8. 《리모델링》 (2018년 10월 12일)

### 스플릿 앨범
- 《아워 네이션 1집》 (1996년 12월 1일) -크라잉 넛, 옐로 키친
- 《개구쟁이》(2011년 10월 18일) -크라잉 넛, 갤럭시 익스프레스

### 싱글
- 안녕 (2015년 7월 16일) 이상혁 작사/작곡
- 안녕 고래 (2007년 1월 12일) 이상면 작사/작곡
- 보드카 서울 드라이빙 (2007년 2월 13일) 한경록 작사/작곡[20]
- The Hero -박주영송 (2005년 11월 2일)

### 라이브 앨범
- 《Crying Nut Best Wild Wild Live》 (2003년 6월 5일).[21]
- Wild Wild Live (라이브 DVD) (2003)
- 크라잉넛 15주년 기념콘서트 - 15주년 표류기 (라이브 DVD) (2010)

### EP
- 96 - 크라잉 넛X노브레인 -(2014년 9월 15일)
- 다시 한번 필승 코리아 (2014년 6월 2일)
- 프로야구 응원가 -넥센 히어로즈 (2009년 4월 16일)
- The HERO (2006년 5월 11일)

### OST
- KBS 드라마 - 헬로! 애기씨 OST (#1. Funky Dance) (2007년 4월 2일)
- 영화 - 좋지 아니한가 OST (좋지 아니한가) (2007년 2월 13일)
- MBC 시트콤 - 레인보우 로망스 OST (#1. Over The Rainbow) (2007년 7월 10일)
- 영화 - 후아유 OST (#7. 밤이 깊었네) (2002년)[22]
- 영화 - 신라의 달밤 OST (#10. 지독한 노래) (2001년 5월 24일)
- 영화 - 하면 된다 OST (#1. 똑바로 살아라, #3. 미안해) (2000년 10월)

### 컴필레이션 앨범
- A Tribute To 들국화 (헌정앨범)(#3. 세계로 가는 기차) (2017년 2월 17일)
- 제비다방 컴필레이션 2016 (#1. 롸일락) (2016년 6월 20일)
- 인디 20 (인디 20주년 기념 앨범 Part.4) (#2. Six Pack) (2015년 4월 22일)
- Reborn 산울림 (#14. 아니벌써) (2011년 8월 2일)
- The Shouts Of Reds. United Korea (#7. 일어나라 대한민국) (2010년 3월 8일)
- Sex Pistols Tribute - No Puture for You (#2. My Way) (2008년 8월 24일)
- I LOVE FOOTBALL - The World Famous FootBall Song Collection (#4. 필살 Offside) (2006년 5월 8일)
- 광복60주년 독립군가 다시부르기 - 다시부르는 노래 (#2. 독립군가) (2005년 8월 15일)
- 붉은악마 공식응원앨범 "꿈★은 이루어진다" (#3. 오 필승코리아) (2002년 7월)
- 들국화 트리뷰트 (#3. 세계로 가는 기차) (2001년 2월 13일)
- 희로애락 (#3. 양귀비) (2001년)
- 조선펑크 (#2. 황야의 무법자, #10. 다죽자, #18. 정열의 불타는 태양과 핫바디) (1999년 4월 24일)
- Open The Door (#12. 블라드미르 광주로 간 사나이)(1999년 5월)
- NIRVANA Tribute - Smells Like Nirvana (#2. Everything and Nothing) (1997년 9월 23일)[23]

### 기타
- 압록강행진곡 - 대한민국 임시정부 수립 86주년 기념 행사
- 튠업 헌정 앨범 신중현 THE ORIGIN (#1. 미인) feat. 박윤식 (2017년 6월 14일)
- 스노우볼 프로젝트 vol.3 (싱글. 우린여기에) 크라잉넛,피타입 (2016년 12월 16일)
- 크라잉넛 캐롤송 (네이트 CF 삽입) (2006년 12월 7일)
- 제비다방 컴필레이션 2015 (#11. 제비다방) 한경록 (2015년 4월8일)
- C'est la vie -유발이의 소풍 정규 3집 (#8 어느날 내게)feat.크라잉넛 (#10 날이 저물면)한경록 작사/곡
- 오! 사랑 빛나네 - 밤손님 EP (#2. 오! 사랑 빛나네) feat.한경록 (2013년 6월 18일)
- 데뷰 - 아마도이자람 1집 (#9. 괜찮을까) feat.박윤식 (2013년 4월 9일)
- 석연치 않은 결말 - 불나방스타소시지클럽 EP (#4. 알앤비) feat.한경록 (2010년 9월 8일)
- 유발이의 소풍 - 유발이의 소풍 정규앨범 (#2. 봄이 왔네) feat. 한경록(캡틴락) (2010년 4월 15일)
- 꿈꾸는 아이 - 몽라 (#3. 그리스의 해변) feat.한경록 (2006년 4월 12일)

## 서적
- 어떻게 살것인가 - 동아일보사 (2010년 11월 25일)[24]
- Crying Nut 크라잉 넛 - 그들이 대신 울부짖다 - 아웃사이더 (2002년 12월 31일)[25]

## 국제 락 페스티벌 참가 이력
- 2018 What a wonderful world!!18 (Japan)
- 2014 SXSW South By Southwest (USA)
- 2013 Fukuoka Sunset Live (Japan)
- 2013 Busan International Rock Festival (Korea)
- 2013 Jisan World Rock Festival (Korea)
- 2012 SXSW South By Southwest (USA)
- 2011 Music Matters Live (Singapore)
- 2010 Okinawa International Asia Music Festival (Japan)
- 2010 Grand Mint Festival (Korea)
- 2010 Pentaport Rock Festival (Korea)
- 2010 Pusan International Rock Festival (Korea)
- 2009 Fuji Rock Festival (Japan)
- 2009 Jisan Valley Rock Festival (Korea)
- 2008 Grand Mint Festival (Korea)
- 2008 Pentaport Rock Festival (Korea)
- 2008 Singapore Mosaic Music Festival (Singapore)
- 2007 Pentaport Rock Festival (Korea)
- 2007 Pusan International Rock Festival (Korea)
- 2005 Pusan International Rock Festival (Korea)
- 2005 Trastock Festival (Sweden)
- 2001 Pusan International Rock Festival (Korea)
- 2000 Fuji Rock Festival (Japan)
- 2000 Pusan International Rock Festival (Korea)